# موت جذع الدماغ
موت جذع الدماغ هو متلازمة سريرية تُعرّف بغياب المنعكسات المتعلقة بالمسارات العصبية التي تمر عبر جذع الدماغ؛ «سُوَيقة» الدماغ التي تربط الحبل الشوكي بالدماغ المتوسط ونصفي الكرة المخية والمخيخ، في مريض فاقد للوعي ومعتمد على جهاز التنفس الصناعي. يحمل تشخيص هذه الحالة إنذارًا سيئًا للغاية للبقيا؛ غالبًا ما يحدث توقف لنبضات القلب في غضون بضعة أيام، ولكن من الممكن أن يستمر النبض لأسابيع إن وُضع المريض تحت عناية مركزة بدون انقطاع.
إن التشخيص الرسمي لحالة ما بموت جذع الدماغ في المملكة المتحدة، مع اتباع الإجراءات المنصوص عليها في دستور الممارسة الرسمي أثناء القيام بهذا التشخيص، يسمح بتشخيص تلك الحالة على أنها حالة وفاة مع إصدار شهادة للوفاة، انطلاقًا من أن المريض يموت عندما يفقد الوعي والقدرة على التنفس بشكل دائم، بغض النظر عن استمرار الحياة في الجسم وأجزاء من الدماغ، وأيضًا من أن موت جذع الدماغ وحده كافٍ لإنتاج هذه الحالة.
يُقبل مفهوم موت جذع الدماغ أيضًا كسبب لإعلان الوفاة لأغراض قانونية في الهند وجمهورية ترينيداد وتوباغو. أما في أي مكان آخر حول العالم، فالمفهوم الذي يرتكز عليه إصدار شهادة وفاة لأسباب عصبية هو التوقف الدائم لجميع الوظائف في جميع أنحاء الدماغ؛ أي الموت الدماغي الكامل، الذي يجب أن لا يُخلط بينه وبين المفهوم البريطاني. أوضح مجلس رئيس الولايات المتحدة للأخلاقيات الحيوية أن المفهوم البريطاني والمعايير السريرية التي يتبعونها لا تعتبر كافية لتشخيص الوفاة في الولايات المتحدة الأمريكية. أحد الأمثلة التي ذكر فيها المجلس رأيه هذا هي ورقته البيضاء التي صدرت في ديسمبر عام 2008.

## تطور معايير التشخيص
نُشرت معايير المملكة المتحدة لأول مرة من قبل مؤتمر الكليات الملكية الطبية (بمشورة من الهيئة الاستشارية لزرع الأعضاء) كمبادئ توجيهية للإنذار في عام 1976. كانت صياغة هذه المعايير استجابةً للحاجة الملاحظة للتوجيه بشأن التعامل مع المرضى الواقعين تحت تأثير غيبوبة عميقة، والذين يعانون من تلف شديد في الدماغ، وما يبقيهم على قيد الحياة هي أجهزة التنفس الصناعي الميكانيكية بدون أن يظهروا أي علامات تدل على التعافي. سعى المؤتمر إلى «وضع معايير تشخيصية صارمة بشكل يسمح بإيقاف تشغيل جهاز التنفس الصناعي عند استيفائها، مع وجود معرفة أكيدة بعدم وجود أي فرصة ممكنة للتعافي». إن تلك المعايير المنشورة -الاستجابات السلبية لبعض الاختبارات السريرية لبعض المنعكسات المتعلقة بمسارات عصبية تمر عبر جذع الدماغ، وخللًا معينًا في المركز التنفسي في جذع الدماغ، مع تحذيرات حول استبعاد تأثيرات الغدد الصماء والعوامل الاستقلابية وتأثيرات الدواء أيضًا- اعتُبرت «كافية للتفريق بين أولئك المرضى الذين يحتفظون بالسعة الوظيفية الكافية ليكون لديهم احتمال للشفاء، حتى وإن كان بشكل جزئي، وأولئك الذين لا يملكون احتمالًا كهذا». يتطلب التعرف على تلك الحالة فصل أجهزة دعم الحياة عن المريض حتى تتمكن الوفاة من الحدوث، وبالتالي «إعفاء الأقارب من أي أذى عاطفي إضافي ناتج من أمل لا جدوى منه».
في عام 1979، أعلن مؤتمر الكليات الملكية الطبية نتيجته بأن التعرف على حالة محددة بهذه المعايير نفسها -الذي كان يُعد كافيًا لتشخيص الموت الدماغي- «يعني أن هذا المريض قد مات». استمر إشهاد الوفاة اعتمادًا على هذه المعايير في المملكة المتحدة (حيث لا يوجد تعريف تشريعي قانوني للوفاة) منذ ذلك الوقت، وبالأخص من أجل أغراض زرع الأعضاء، على الرغم من أن الأساس المفاهيمي لهذا الاستخدام قد تغير.
بعد مراجعة قام بها فريق عامل في كلية الأطباء الملكية في لندن عام 1995، تبنى مؤتمر الكليات الطبية الملكية رسميًا المصطلح «الأكثر صوابًا» لمتلازمة «موت جذع الدماغ»؛ المصطلح الذي أطلقه كريس باليس في مجموعة من 1982 مقالة في المجلة الطبية البريطانية؛ إلى جانب أنه قدم تعريفًا جديدًا لموت الإنسان كأساس لمساواة هذه المتلازمة مع وفاة الفرد. كان التعريف الجديد المقترح للوفاة هو «فقدان نهائي للقدرة على الشعور بالوعي، بالإضافة إلى فقدان نهائي للقدرة على التنفس». ذُكر أن التوقف النهائي لوظيفة جذع الدماغ يتسبب في هذه الحالة، «وعليه فإن موت جذع الدماغ يعادل موت الفرد».

## التشخيص
خضعت القواعد الرسمية لتشخيص موت جذع الدماغ في المملكة المتحدة إلى تعديلات طفيفة فقط منذ نشرها لأول مرة في عام 1976. تشدد المراجعة الأخيرة لدستور الممارسة من وزارة الصحة بالمملكة المتحدة، والتي كانت مهتمة بتنظيم استخدام هذا الإجراء لتشخيص الوفاة، على الشروط المسبقة اللازم توافرها من أجل أخذ هذا الإجراء في عين الاعتبار. تلك الشروط هي:
1. لا ينبغي أن يكون هنالك شك في أن حالة المريض -تحت تأثير غيبوبة عميقة، وعديم الاستجابة، ويتطلب تهوية اصطناعية- هي نتيجة لتلف دماغي نهائي ناتج من سبب معروف.
2. لا ينبغي أن يكون هنالك دليل على أن هذه الحالة ناتجة من عقاقير مثبطة.
3. يجب أن يكون انخفاض درجة حرارة الجسم الأولي كسبب لغياب الوعي مستبعدًا.
4. يجب أيضًا استبعاد أي اضطرابات دورانية أو استقلابية أو غدية صماوية قابلة للعكس.
5. يجب أيضًا استبعاد أسباب انقطاع التنفس (الاعتماد على جهاز التنفس الصناعي) القابلة للعكس، مثل مرخيات العضلات وإصابات الحبل الشوكي الرقبي.

تصبح المعايير النهائية بعد استيفاء الشروط المسبقة:
1. حدقتان ثابتتان لا تستجيبان للتغيرات الحادة في شدة الضوء الساقط.
2. غياب منعكس القرنية.
3. غياب المنعكسات العينية الدهليزية؛ لا حركة في العينين بعد الحقن البطيء لما لا يقل عن 50 مل من الماء المثلج في كل أذن (اختبار المنعكس الحَروري).
4. غياب الاستجابة للضغط فوق الحجاج.
5. غياب منعكس السعال عند تنبيه القصبات، وغياب استجابة التهوّع عند تنبيه البلعوم.
6. عدم ملاحظة بذل أي جهد في التنفس عند فصل جهاز التنفس الصناعي لفترة كافية (5 دقائق عادة) لضمان ارتفاع الضغط الجزئي الشرياني لثاني أكسيد الكربون إلى 6 كيلوباسكال على الأقل (6.5 كيلوباسكال عند المرضى الذين يعانون من احتباس مزمن لثاني أكسيد الكربون). تُضمَن الأكسجة الكافية للمريض من خلال عمليتي الأكسجة المسبقة والأكسجة بالانتشار أثناء إيقاف التنفس الصناعي (وبالتالي لا يعترض مركزَ الجهاز التنفسي في جذع الدماغ المنبهُ الدافع النهائي ناقص الأكسجين). يُعد هذا الاختبار، والذي يُطلق عليه اسم اختبار انقطاع التنفس، خطيرًا للغاية، وقد يكون مميتًا.[9][10][11][12]